# République socialiste soviétique autonome du Turkestan
1918–1924
(6 ans, 5 mois et 27 jours)
Entités précédentes :
- Autonomie de Kokand

Entités suivantes :
- RSS d'Ouzbékistan
- RSS du Turkménistan
- République socialiste soviétique autonome tadjike
- Oblast autonome kara-kirghiz
- Oblast autonome karakalpak

La république socialiste soviétique autonome du Turkestan (initialement République fédérative socialiste du Turkestan) est un ancien état d'Asie centrale formé au début de révolution d'Octobre le 30 avril 1918 à partir du Turkestan de l'ancien Empire russe. Sa capitale était Tachkent. Il était peuplé d'environ cinq millions d'habitants.

## Histoire
À la fin de l’année 1917, la République fédérative soviétique du Turkestan est coupée de la République socialiste fédérative soviétique de Russie par la révolte des Cosaques d’Orenbourg.
Le 30 avril 1918, la République fédérative soviétique du Turkestan est officiellement proclamée.
Le 27 octobre 1924, elle a été scindée en république socialiste soviétique du Tadjikistan, en république socialiste soviétique du Turkménistan, en république socialiste soviétique d'Ouzbékistan, en oblast autonome kara-kirghiz, et en oblast autonome karakalpak.

## Conflits
La révolte basmatchi s'est longtemps opposée aux forces bolchéviques sur le territoire de la république.